# 尼崎安四
尼崎 安四（あまがさき やすし、1913年7月26日 - 1952年5月5日）は、日本の詩人。

## 来歴
大正2年大阪市生まれ。本姓は尼ケ崎。神戸第一中学校をへて、1931年に僧になろうと龍谷大学予科に入学するが、失望し中退。32年、第三高等学校に入る。1934年、同人誌「三人」七号に詩を掲載。同人は富士正晴、野間宏ら。1937年京都帝国大学文学部入学。1938年、高橋凉香と結婚、長女瑶子出生。1940年京大卒業を放棄。1941年将校を望まず二等兵として出征。満洲、パラオ、フィリピン、ボルネオ、ジャワ、ニューギニア、ラングールを転戦。
軍事郵便に詩を書いては妻や友人に送る。
1946年帰国、妻の郷里の愛媛県西条市に居住。同人誌「地の塩」を諌川正臣らと始める。過去の日記・ノート類の殆どを焼却す。1947年・長男彬出生。1950年、詩集『微笑みと絶望』を自ら編む。1951年『微塵詩集』を編む。1952年・38歳、骨髄性白血病で歿す。
1979年『定本 尼崎安四詩集』。高橋新吉、富士正晴らの高い評価と戦友、諌川正臣ら友人、彌生書房の社主の津曲篤子、妻の凉香らの尽力により、上梓された。未収録詩、遺稿も収録。

## 書籍

### 詩集
- 『微笑みと絶望』(1950年、私家版)
- 『微塵詩集』(1951年、私家版)
- 『定本 尼崎安四詩集』（1979年、彌生書房）